# Pédicure pour bovins
 (mai 2017).
Si vous disposez d'ouvrages ou d'articles de référence ou si vous connaissez des sites web de qualité traitant du thème abordé ici, merci de compléter l'article en donnant les références utiles à sa vérifiabilité et en les liant à la section « Notes et références ».
Le pédicure pour bovins est un artisan spécialisé dans la taille et le soin des onglons des bovins.
C'est un spécialiste en podologie animale.

## Le métier
Le pédicure pour bovins se déplace de fermes en fermes pour réaliser le parage des bovins. Le pédicure prévient les boiteries des bovins en réalisant le parage fonctionnel et soulage les boiteuses par le parage curatif. Il utilise une cage de parage pour accéder en sécurité aux onglons des bovins.
Il conseille les éleveurs dans la gestion des soins des pieds des onglons à l'échelle du troupeau.
L'Association Nationale des Pédicures pour Bovins représente l'ensemble des professionnels exerçant le métier.

### Dans le monde
Le métier est en pleine expansion partout dans le monde[source insuffisante].
| Pays           | Nb de vaches laitières x1000 | Prod annuelle de lait en kg | Nb de pareurs |
| -------------- | ---------------------------- | --------------------------- | ------------- |
| Allemagne      | 4267                         | 7400                        |               |
| Autriche       | 530                          | 6500                        | 180           |
| Belgique       | 420                          | 6400                        |               |
| Danemark       | 573                          | 8550                        | 110           |
| Espagne        | 856                          | 7100                        | 100           |
| France         | 3644                         | 6840                        | 250           |
| Hongrie        | 300                          | 6900                        |               |
| Irlande        | 53                           | 8850                        |               |
| Italie         | 1700                         |                             |               |
| Lettonie       | 164                          | 5250                        | 20            |
| Norvège        | 239                          | 7435                        | 40            |
| Pays-Bas       | 1400                         | 8300                        | 400           |
| Royaume-Uni    | 660                          | 7700                        | 100           |
| Suède          | 346                          | 8390                        |               |
| Suisse         | 700                          | 6800                        |               |
| Australie      | 1 630                        | 6930                        |               |
| Canada         | 960                          | 8923                        | 210           |
| Japon          | 923                          | 8140                        | 800           |
| États-Unis     | 9222                         | 9900                        |               |
| Afrique du Sud |                              |                             |               |
| Israël         | 107                          | 11700                       |               |

#### En France
Environ 250 pédicures pour bovins exercent en France. Ils sont artisans indépendants ou artisans salariés, salariés d'entreprises de contrôles de performances, salariés de groupement de défenses sanitaires ou salariés de cliniques vétérinaires.
À ce jour, le diplôme de pédicure pour bovins s'obtient après un an de formation au CFPPA du Rheu.

## Qui réalise le parage
Le parage doit être réalisé par un professionnel ayant eu une formation de pareur. Sans laquelle un pareur ne peut exercer ce métier. Un parage mal réalisé peut fragiliser la sole du pied et entraîner de future boiterie.

## En quoi consiste le parage
Le parage consiste à réduire la corne des sabots d'un animal. Le parage préventif permet de prévenir l’apparition d'une boiterie. Le parage curatif permet de guérir un animal d'une boiterie qu'il ne peut éradiquer seul. Les causes de ces boîteries, généralement dues à l'environnement de l'animal ou à son alimentation, sont diverses : fourbure (ligne blanche qui conduit à un abcès), fourchet (inflation superficielle de la région inter-digitée), maladie de Mortellaro (infection bactérienne au dessus du sabot).
Le parage peut se réaliser sur différents animaux : les bovins, les équins, les ovins et les porcins.

## L’intérêt du parage
Le parage permet la bonne répartition du poids de l’animal sur l’ensemble des onglons de l’animal. Avec l’évolution de l’élevage dit « hors sol » l’usure naturelle de la corne ne peut plus s’effectuer, ce qui va entraîner une pousse anormale de la corne et par la suite va gêner l’animal.
Un animal souffrant de défauts d’aplombs ingère moins d’aliment, reste couché, s’amaigrit, ce qui entraîne par la suite des pertes économiques importantes.